# Eogyrinidae
Los eogirínidos (Eogyrinidae) son una familia extinta de tetrápodos de cuerpo alargado, que vivió en los ríos y masas de agua del periodo Carbonífero.

## Galería

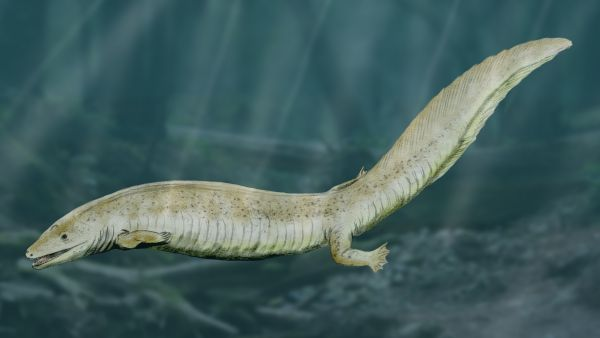
Eogyrinus.
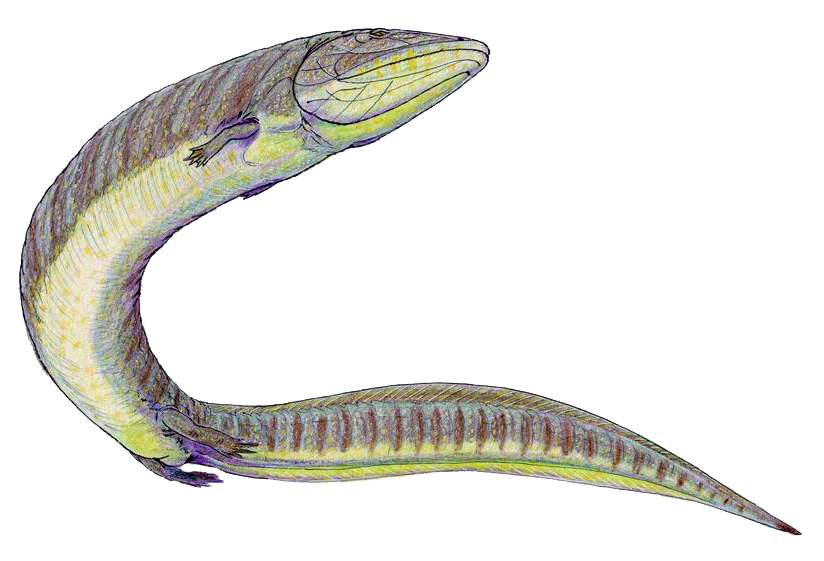
Pteroplax.